# Route nationale 8 (Madagascar)
Pour les articles homonymes, voir Route nationale 8.
La route nationale 8 (N 8) est une route nationale s'étendant de Morondava  jusqu'à Bekopaka à Madagascar.

## Description
La N8 parcourt 198 km dans les régions de Atsimo-Andrefana et de Melaky.
Elle part de la RN 35 à Morondava et s'étend vers le nord via Belo-sur-Tsiribihina jusqu'à Bekopaka et jusqu'à Antsalova, où elle se confond avec la RN 8a.
L'allée des baobabs est sur la N8 à proximité de Morondava.

## Parcours
Du sud au nord:
- Morondava - (croisement de la  N 35 menant à Ambositra)
- Belo-sur-Tsiribihina
- Traversier du fleuve Manambolo
- Bekopaka
- Antsalova - (prolongement par la N 8a)

## Galerie

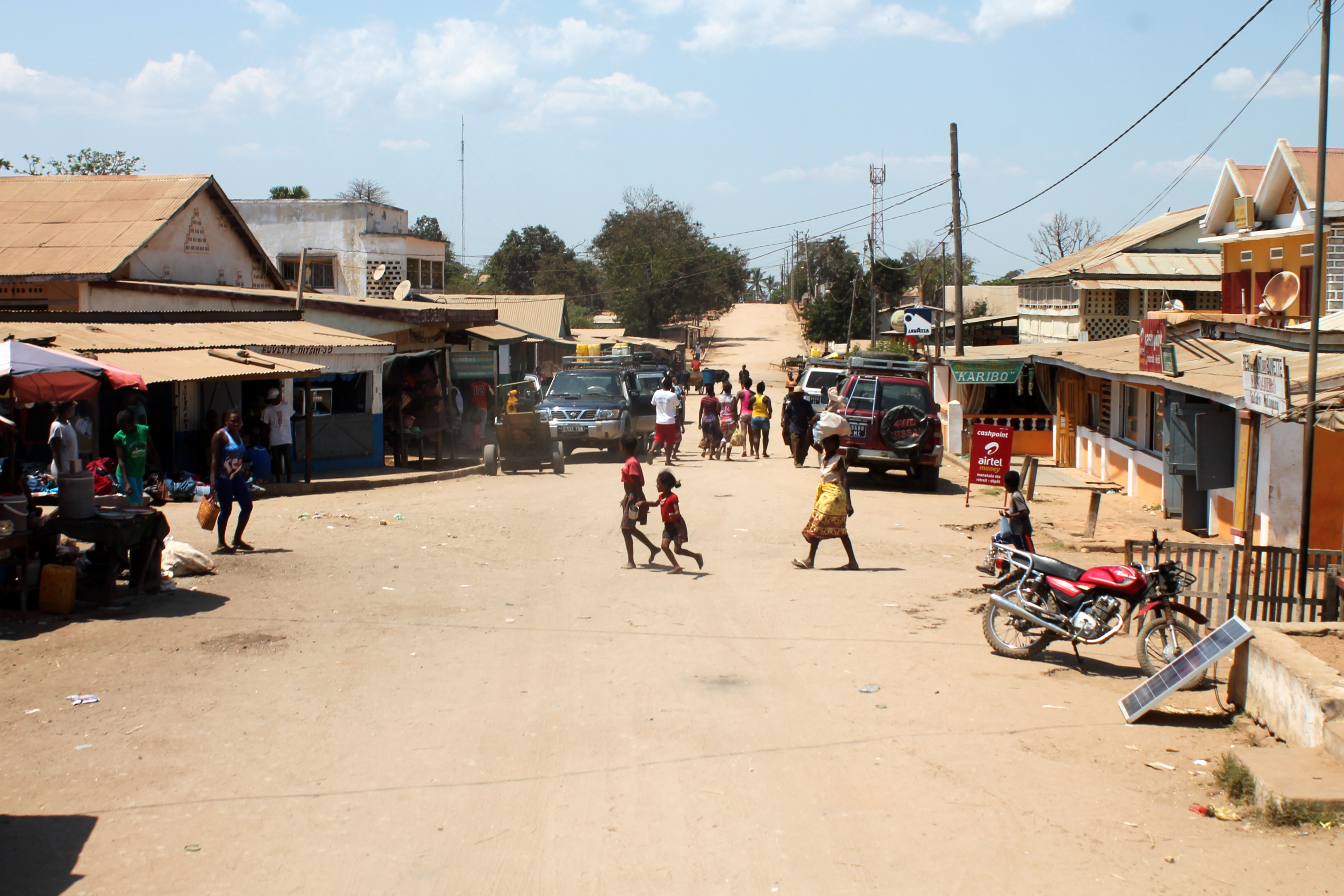
La N8 à Belo-sur-Tsiribihina.
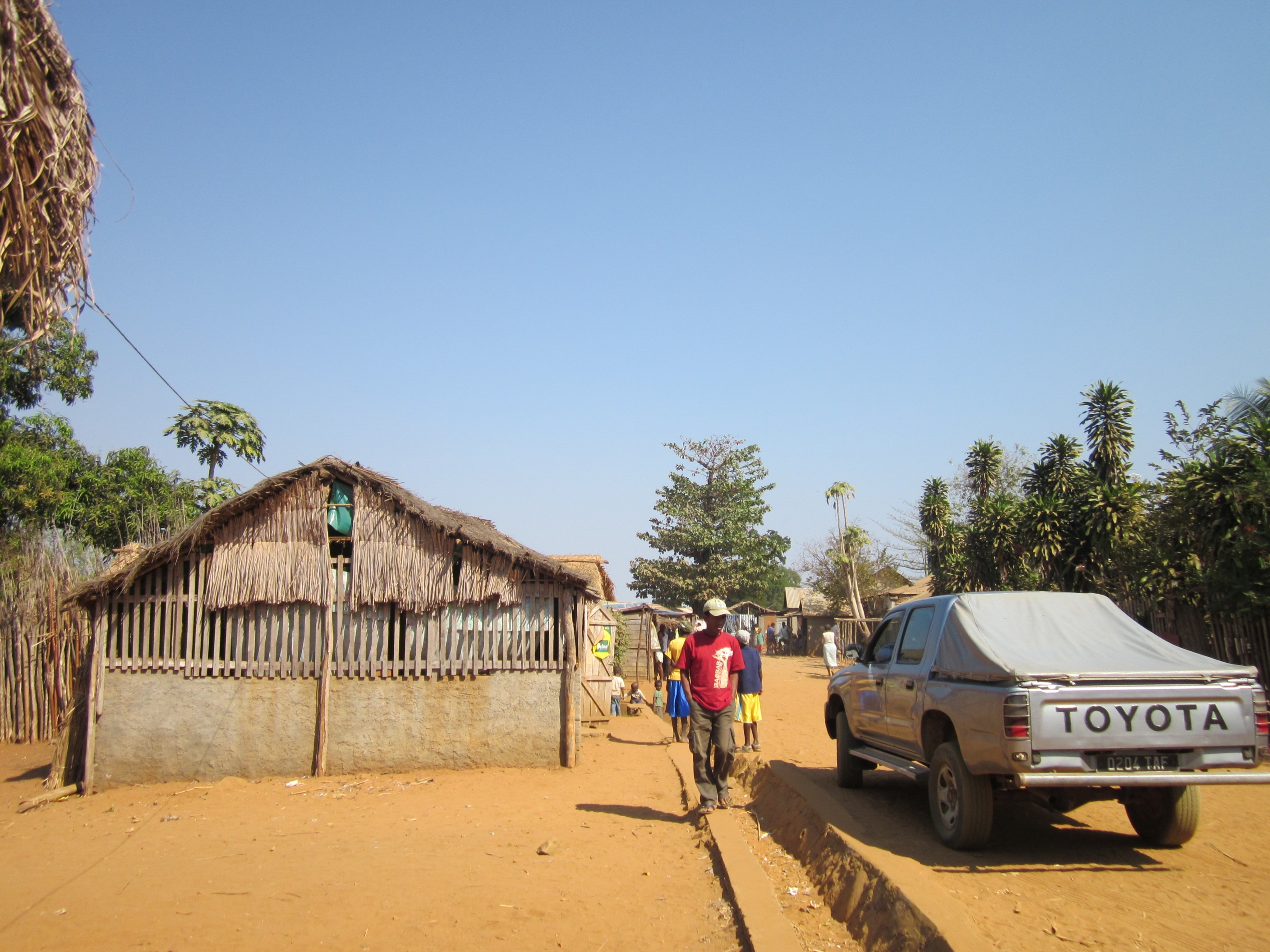
Gargotte à Bekopaka.
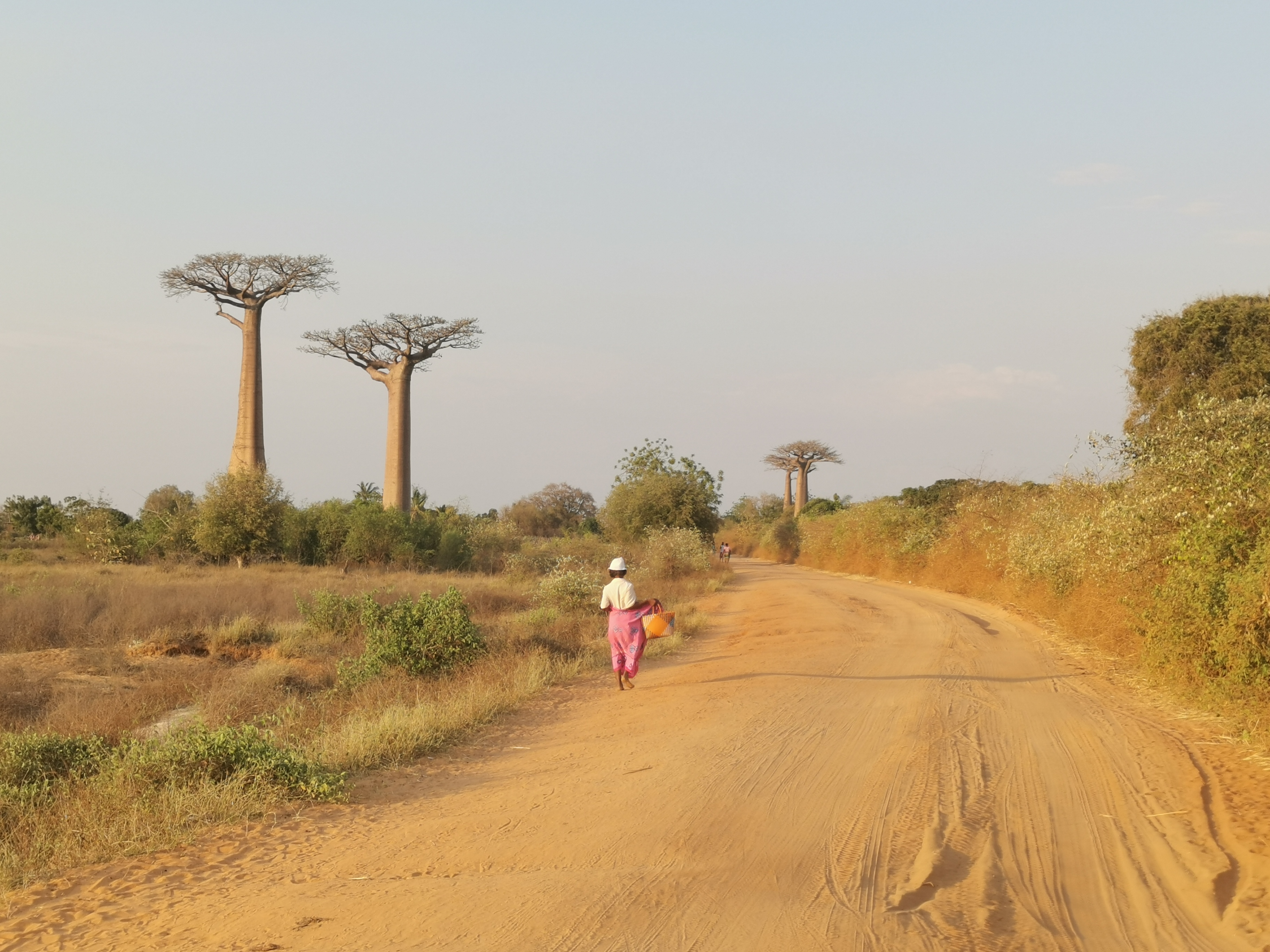
Allée des Baobabs.
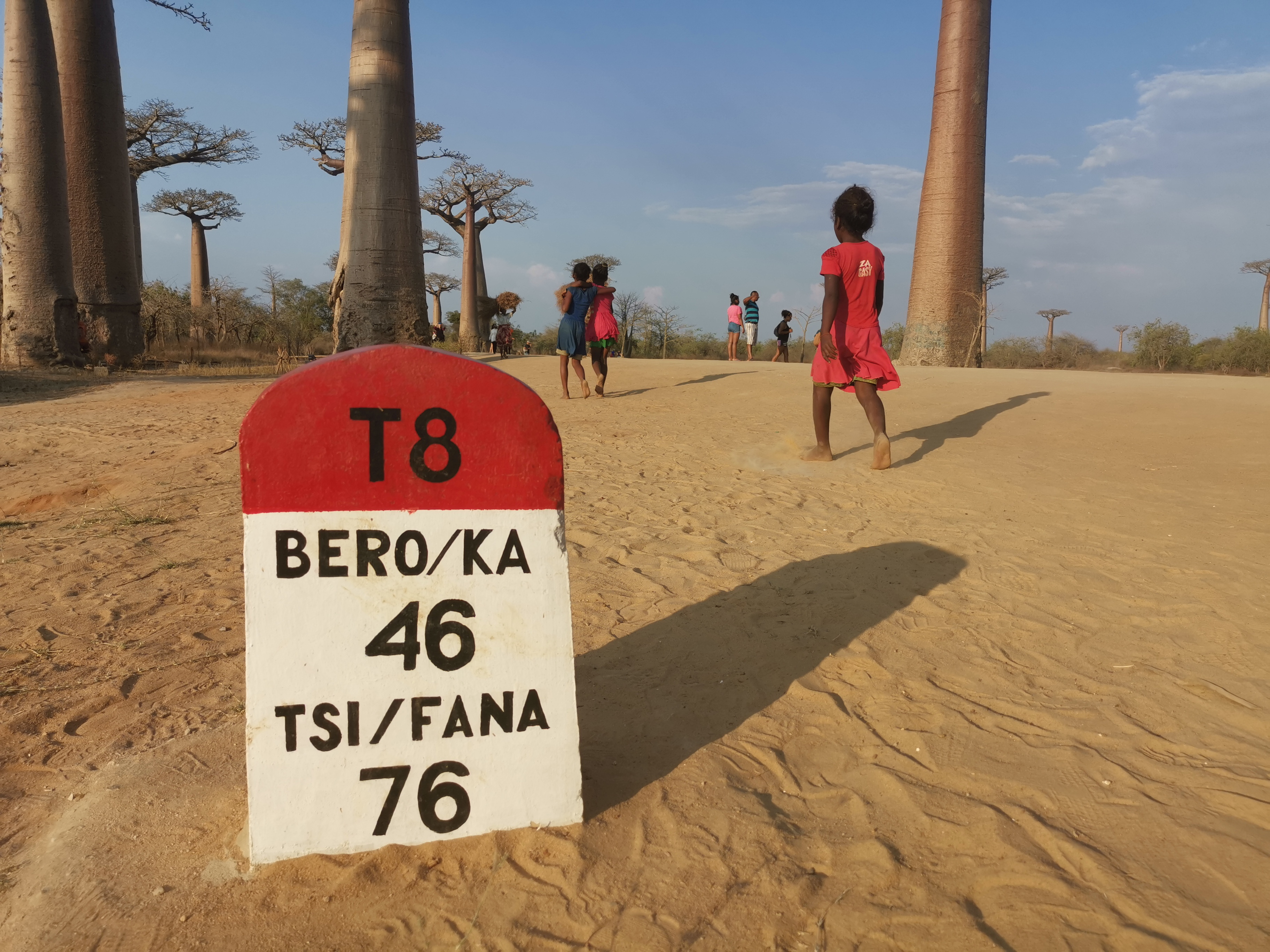
Allée des Baobabs.